# 黑箭 (中土大陸)
黑箭（Black Arrow）是托爾金（J. R. R. Tolkien）奇幻小說裡的虛構武器。
黑箭是河谷鎮國王吉瑞安（Girion）家族的傳家之寶，傳至神射手巴德（Bard）。當史矛革（Smaug）襲擊長湖鎮時，這是巴德剩下的唯一一支箭矢，巴德以黑箭舉弓射入史矛革的左胸（史矛革的弱點），射殺了史矛革。黑箭可能是由山下國王索爾（Thrór）鑄造的。不知道黑箭是否具有魔力，但巴德說每次他使用黑箭後，總是能收回的（如貝賴格的戴賴爾）。

## 改編描述
在《哈比人電影系列》中，黑箭被描繪成一根很長的箭，需要使用長弓射出，僅存的一根來自河谷鎮的黑箭一直藏於巴德家中。巴德在被長湖鎮鎮長逮捕前把黑箭託付給兒子貝恩；後來當惡龍來襲之時，巴德在鐘樓上利用木頭建造了一個臨時弩弓，並以貝恩的肩膀當支撐點穩定黑箭，終射殺了史矛革。